# Котурни
Коту́рни (лат. cothurni від грец. κδθορνοι) — рід взуття, високі закриті черевики часів Античності, які лишались у вжитку ще якийсь час у ранньому Середньовіччі в театральному мистецтві.
Як повсякденне взуття котурни носили лише забезпечені люди. В античному театрі вони були компонентом костюма трагічного актора: високі підбори збільшували зріст, надавали постаті величності, ході — урочистості. Спочатку котурни робили зі шкіри, а з II ст. до н.е. — з корку і дерева. Висота підбору котурнів увесь час збільшувалася. В імператорську добу Риму котурни іноді були заввишки з лікоть, нагадуючи диби (ходулі).
Іноді слово котурни («встати на котурни») має непряме значення — означаючи пихатість, зарозумілість та бундючність.

## Джерело
- Словник іншомовних слів, К.: Гр. УРЕ АН УРСР, 1975, стор. 367